# Milcíades Mário de Sá Freire
Milcíades Mário de Sá Freire (Rio de Janeiro, 18 de fevereiro de 1870 — Rio de Janeiro, 8 de julho de 1947) foi um político brasileiro.
Formou-se em ciências jurídicas pela Faculdade de São Paulo. Abriu escritório de advocacia, mas foi seduzido pela política, e, em 1895, era eleito intendente. Conquistou uma vaga no Senado Federal em 1908 consentiu em integrar a comissão designada para rever o Projeto do Código Civil. Foi de sua autoria o projeto vedando aos Estados, cuja maioria se achava em lamentáveis condições financeiras, contrair empréstimos externos, sem a necessária permissão da União Federal; os exageros federalistas de alguns parlamentares transmudaram-se em dificuldades àquela moralisadora providência. Assumiu a prefeitura do Distrito Federal em julho de 1919, por solicitação do Senador Feliciano Penna, naquele mesmo ano, a convite de Epitácio Pessoa, foi prefeito do então Distrito Federal, mas pouco demorou no cargo. De 1924 a 1926 foi presidente do Instituto dos Advogados Brasileiros o IAB. Além da obra cultural, no Instituto, a Presidência de Milciades Mario de Sá Freire se caracterizou, igualmente, pela atividade administrativa: executou trabalhos na sede social, adquiriu mobiliário para a mesma. Foi prefeito do então Distrito Federal, de 29 de julho de 1919 a 6 de junho de 1920.